# 15 del Ca Major
15 del Ca Major (15 Canis Majoris) és un estel a la constel·lació del Ca Major de magnitud aparent +4,81. D'acord amb la nova reducció de les dades de paral·laxi d'Hipparcos, s'hi troba aproximadament a 1.217 anys llum de distància del sistema solar.

## Característiques
15 del Ca Major és un supergegant blanc-blavenca de tipus espectral B1Ib, on la «b» indica que, dins de les supergegants, és de les menys lluminoses. No obstant això, llueix amb una lluminositat bolomètrica —en totes les longituds d'ona— 7.900 vegades major que la lluminositat solar. Les diverses estimacions de la seva temperatura efectiva van des de 24.000 a 27.710 K. Amb un radi 6,8 vegades més gran que el del Sol, gira sobre si mateixa amb una velocitat de rotació projectada d'entre 20 i 34 km/s, sent considerada un «rotor lent».
15 del Ca Major presenta una metal·licitat inferior a la solar ([Fe/H] = -0,47) i és un estel enriquit en nitrogen. Té una massa propera a les 9 masses solars i una edat de 23,6 milions d'anys.

## Variabilitat
15 del Ca Major és una variable Beta Cephei, i rep la denominació, quant a variable, d'EY Canis Majoris. Aquestes variables, entre les quals es troben Murzim (β Canis Majoris) i ξ1 Canis Majoris —ambdues també al Ca Major—, experimenten pulsacions en la seva superfície que es tradueixen en variacions de lluentor. Així, la lluentor de 15 Canis Majoris varia 0,05 magnituds en un període de 4,43 hores.